# Huguley
Huguley è un census-designated place (CDP) degli Stati Uniti d'America situato nella contea di Chambers dello stato dell'Alabama.